# あぶない少年III
『あぶない少年III』（あぶないしょうねんスリー）は、1988年10月12日から1989年3月29日までテレビ東京系列局で放送されていたテレビドラマである。テレビ東京とオフィス・ヘンミの共同製作。全23話。放送時間は毎週水曜 19:00 - 19:54 （日本標準時）。

## 概要
SMAPのドラマデビュー作で、メンバー全員が本人役で出演していた。稲垣吾郎と森且行は途中他局のドラマ撮影のため、不在の期間があった。他に、当時平家派メンバーで、SMAP同様このドラマがデビュー作となった坂本昌行（現・20th Century）、城島茂（現・TOKIO）、国分太一（現・TOKIO）が出演。また、前作まで主演を務めていた光GENJIのメンバーのうち、赤坂晃と佐藤敦啓（現・佐藤アツヒロ）が出演していた。
舞台は湘南にある渚学園中等部。放送部員である6人とその他の人物が、様々なトラブルを解決していく。ドラマ本編の途中には「SMAP特別編集」というバラエティコーナーがあった。番組の最後には、SMAPが視聴者に向けて「ローラースケート・スケートボードで公道を走らないでください」と書かれたボードを掲げて注意喚起を行っていた。
本作の最終回をもって、『あぶない少年シリーズ』およびテレビ東京の学園ドラマ枠は終了した。
2006年から2007年まで流された、リクルート発行の無料クーポンマガジン『ホットペッパー』のCMで本作の映像が使われていた（声は別人によるアフレコ）。

## 出演者

### 渚学園放送部
- SMAP
  - 中居正広 - 放送部MC・中居正広役。当時16歳。
  - 木村拓哉 - PTA会長の息子・木村拓哉役。当時15歳。
  - 稲垣吾郎 - 放送部ディレクター・稲垣吾郎役。当時14歳。
  - 森且行 - 放送部カメラマン・森且行役。当時14歳。
  - 草彅剛 - 草彅電気店の息子・草彅剛役。当時14歳。
  - 香取慎吾 - 放送部MC・香取慎吾役。当時11歳。

### その他の出演者
- 赤坂晃（当時光GENJI）
- 佐藤敦啓（当時光GENJI）
- 恵俊彰（ホンジャマカ） - 先生役兼コーナー司会。
- 石塚英彦（ホンジャマカ） - 化粧バリバリ怪しい用務員役。
- 坂本昌行 - 黒潮学園の番長・川崎経由役。
- 城島茂 - 黒潮学園・辻堂始発役。
- 国分太一
- 観月ありさ - 渚学園新聞部員役。当時11歳。
- 千堂あきほ
- 田中美奈子
- 四方堂亘
- 山村美智子
- 角替和枝
- 小川菜摘
- 石倉三郎
- 森川正太
- 原田伸郎（あのねのね）
- 森マリア
- おりも政夫
- 濱田万葉 - 新聞部員（リーダー格）役。
- 鎌江愛 - 新聞部員役。本作と並行してテレビ東京月曜18:00枠の『少女雑貨専門TV エクボ堂』にも出演していた。
- 時田成美 - 渚学園中等部生徒・辻堂の実妹役。
- 麻田華子
- 咲浜小百合
- 椎貝健夫 - 黒潮学園・中川雄二役。
- 野分龍 - 黒潮学園

## 主題歌
- ほのかに甘くHOLIDAY （歌：光GENJI） - 歌詞ならびにアレンジが、IとIIで使用されたレコードヴァージョンと若干異なる。